# 喻茂坚
喻茂堅（1474年—1566年），字汝礪，號月梧，四川重慶府榮昌縣人，明朝政治人物。曾任南京大理寺卿、刑部侍郎、刑部尚書，主編《問刑條例》。

## 生平
正德二年丁卯科四川乡试第十二名舉人，六年（1511年）辛未科三甲三十二名進士，授直隸銅陵知縣，調浙江臨海縣，革除當地殺害女嬰之陋習。
正德十三年十二月（1519年）任福建道監察御史。
嘉靖元年（1522年）巡按陝西，平定甘州李隆之亂。嘉靖二年（1523年），巡按河南、直隸時，掃除貪官污吏。出爲直隸河間府知府，十四年二月升貴州布政使司左參政。歷任福建按察使，十八年六月升浙江右布政使，十月升陕西左布政使，二十年六月升都察院右副都御史、提督抚治郧阳等处地方，二十一年三月改任总理粮储兼巡抚应天等处地方。
嘉靖二十三年（1544年）升任南京大理寺卿，同年五月又升刑部右侍郎，次年閏正月升左侍郎，查辦楚愍王被世子朱英燿刺殺的楚世子弒父案，秉公處死朱英燿。二十五年七月升都察院右都御史、总督漕运兼巡抚凤阳。督漕運期間，省銀十萬兩，代納廬州、鳳陽、淮安、揚州等郡水患災民稅捐白銀十八萬兩。
嘉靖二十六年（1547年）閏九月升任刑部尚書，由於支持夏言，反對嚴嵩，二十八年九月称病辭官，致仕還鄉。還鄉後創建榮昌樂雅書院，嘉靖四十五年（1566年）病卒。

## 家族
曾祖喻崇智，祖喻志善。父喻洪□，母姚氏。具慶下，兄茂英；茂盛，弟茂高；茂崇。

## 紀念
今重庆荣昌区有喻茂坚纪念馆。

## 外部連結
- 明代廉吏喻茂坚家训相传400多年（页面存档备份，存于）